# Lac Kénogamichiche
Le lac Kénogamichiche est un plan d'eau douce du bassin versant de la Belle Rivière et du lac Saint-Jean, dans la municipalité de Hébertville, dans la municipalité régionale de comté (MRC) de Lac-Saint-Jean-Est, dans la région administrative de la Saguenay–Lac-Saint-Jean, dans la province de Québec, au Canada.
La zone autour du lac est desservie par la route 169 qui passe à l’ouest et par le chemin du rang Saint-Isidore (rive nord), pour les besoins des activités récréotouristiques, surtout la villégiature.
Les activités récréotouristiques, surtout la villégiature, constituent les principales activités économique de cette zone ; l’agriculture et la foresterie, en second.
La surface du lac Kénogamichiche est habituellement gelée du début de décembre à la fin mars, toutefois la circulation sécuritaire sur la glace se fait généralement de la mi-décembre à la mi-mars.

## Géographie
Les principaux bassins versants voisins du lac Kénogamichiche sont :
- côté nord : rivière des Aulnaies, Petite rivière Bédard, rivière Bédard, rivière Raquette, la Petite Décharge ;
- côté est : lac Kénogami, rivière Pikauba, rivière Chicoutimi, bras des Angers, rivière aux Sables, rivière Cascouia ;
- côté sud : lac Vert, Belle Rivière, ruisseau L'Abbé, lac de la Belle Rivière, rivière du Milieu, rivière Métabetchouane ;
- côté ouest : Belle Rivière, rivière Métabetchouane, ruisseau de la Belle Rivière, rivière à Grignon, rivière Ouiatchouan, lac Saint-Jean.

Le lac Kénogamichiche comporte une longueur de km, une largeur de km et une altitude de 142 m. Ce lac est surtout alimenté par des ruisseaux riverains, par la décharge (venant du sud) du lac Vert et par le ruisseau du Pont Flottant (venant du nord-est). Du côté sud, ce lac est séparé du lac Vert, par une bande de terre d’une largeur variant entre 0,03 m et 0,26 km, sur toute la longueur du lac. L’embouchure de ce lac est située au nord-est, à :
- 5,2 km au sud-est de la confluence de la rivière des Aulnaies ;
- 1,6 km au nord-est de la route 169 ;
- 7,6 km à l’ouest du lac Kénogami ;
- 2,2 km au sud-est du centre du village de Hébertville ;
- 16,0 km à l’est du lac Saint-Jean ;
- 13,4 km au sud-est de l’embouchure de la Belle Rivière ;
- 18,4 km au sud du centre-ville de Alma[2].

À partir de l’embouchure du lac Kénogamichiche, le courant suit consécutivement le cours de la rivière des Aulnaies sur 5,9 km vers le nord-ouest, le cours de la Belle Rivière sur 6,1 km vers le nord-ouest (via une baie), puis traverse la partie est du lac Saint-Jean vers le nord sur 15,4 km, emprunte le cours de la rivière Saguenay via la Petite Décharge sur 172,3 km jusqu’à Tadoussac où il conflue avec l’estuaire du Saint-Laurent.

## Toponymie
Cette nappe d'eau est située au creux d'un kettle formé à la suite d'un réchauffement planétaire il y a 10 500 ans, lequel succédait à une glaciation dont le couvert atteignait environ trois kilomètres d'épaisseur. Localisé dans la municipalité d'Hébertville, il est situé sur l'ancienne voie d'eau qui reliait autrefois le Saguenay au lac Saint-Jean via le lac Kénogami. Un plateau de 2 km, où se trouve le lac du Beau Portage, permet de communiquer entre ces deux lacs.
Ce toponyme parait sous la forme Kinougamichis dans les Relations des Jésuites de 1672 sous la plume de père Albanel. Ce nom s'avère un diminutif de kénogami, signifiant "petit lac long". Il fut autrefois renommé pour la multitude de grenouilles à longue queue qui l'habitaient et qui y faisaient un coassement continuel. Par ailleurs, diverses graphies ont été inventoriés pour ce toponyme dont Kinogamichiche, Kinougamisis, Tshnuagamitshish, etc.
Le toponyme « lac Kénogamichiche » a été officialisé le 5 septembre 1968 par la Commission de toponymie du Québec.